# Apple iPod AV Connection Kit
Apple iPod AV Connection Kit — набор принадлежностей от Apple для популярных моделей плееров iPod.

## О наборе
Номер: MA242ZA/A

## Комплектность
В состав набора входят следующие изделия:
1. Универсальный настольный док для iPod, с инфракрасным приёмником: iPod Universal Dock, модель — A1153
2. Соединительный интерфейсный кабель: USB 2.0 <-> 30 пиновый Apple Dock Connector (для соединения дока с компьютером)
3. Аудио-видео кабель: AV cable (для соединения IPod с телевизором или музыкальным центром)
4. Зарядное устройство: iPod USB power adapter, модель — A1101 (для подзарядки iPod от сети переменного тока)
5. Сетевые адаптеры-переходники (3 штуки): Power adapter
6. Вставка-переходник (5 штук) к зарядному устройству для различных моделей iPod:
  1. Типоразмер 3: — для iPod mini 4 GB, 6 GB
  2. Типоразмер 4: — для iPod 20 GB, U2 special edition
  3. Типоразмер 5: — для iPod 40 GB
  4. Типоразмер 6: — для iPod с цветным дисплеем 20 GB, 30 GB, U2 special edition
  5. Типоразмер 7: — для iPod с цветным дисплеем 40 GB, 60 GB
7. Инфракрасный пульт дистанционного управления: Apple Remote, модель — A1156